# Shanti Sena
Shanti Sena ist Sanskrit für Friedens-(Shanti) Armee (Sena). Der Begriff wurde von Mohandas Karamchand Gandhi geprägt, um seine Idee einer „gewaltfreien Eingreiftruppe“ zu beschreiben. Tatsächlich formierte sich die „offizielle“ indische Shanti Sena erst im Jahre von Gandhis Ermordung. In unterschiedlichen Ansätzen existiert die Bewegung in Indien bis heute, wurde jedoch seit den 80er Jahren stark geschwächt. Sie ist Vorbild für weltweite Bewegungen der Gewaltfreien Intervention, wie etwa Peace Brigades International. Die Mitglieder der Shanti Sena heißen Sainiks.

## Entstehung und Geschichte

### Vorläufer Khudai Khidmatgar
Schon sehr früh hatte Gandhi die Idee, seine gewaltfreien Kampagnen durch eine entsprechende Organisation zu verstetigen. Trotzdem entstand eine Vorläuferorganisation nicht im hinduistischen, sondern im moslemischen Teil von Britisch-Indien, im paschtunischen Stammesgebiet.
Abdul Ghaffar Khan, baute ab 1929 eine „Rothemden“ genannte Truppe auf, die auch am berühmten Salzmarsch teilnahm. Die Selbstbezeichnung war Khudai Khidmatgar (Diener Gottes), sie waren analog zum Militär organisiert, mit „Fahneneid“ und Uniform. Ihr gewaltfreier Kampf galt nicht nur der britischen Herrschaft, sondern ebenso der Rückständigkeit und der Unbildung der eigenen Gesellschaft.

### Entstehung in Indien
Im heutigen Indien formierte sich die erste „spontane“ Shanti Sena 1946 in Kalkutta, wo Hindus und Moslems einander massakriert hatten. Die Shanti Sena spielte eine entscheidende Rolle bei der Wiederherstellung des Friedens. Im Januar 1948 – Indien war inzwischen unabhängig – rief Gandhi zu einer großen Konferenz, um Shanti Sena als indienweite kontinuierlich arbeitende Organisation zu gründen. Die Konferenz fand dann fast unmittelbar nach seiner Ermordung statt, die führenden Politiker Indiens waren beteiligt. Dennoch stockte die Formierung der geplanten Truppe. 1957 nahm Vinoba Bhave die Organisation in die Hand. Geplant waren 70.000 „Sainiks“, einer pro 5000 Menschen. Sie waren als lebenslange Vollzeit-Friedensarbeiter gedacht, gebunden durch ein Gelöbnis. Weil diese Lebensweise nicht zum traditionellen Bild der indischen Frau passt, waren in dieser Phase keine Frauen vorgesehen. Ihren Lebensunterhalt sollten die Sainiks durch freiwillige Spenden der sie umgebenden Dorfbevölkerung sicherstellen: Die Menschen, für die die Sainiks arbeiteten, sollten auch etwas geben, und so sollte sich das Band zwischen ihnen verfestigen, was auch hervorragend funktionierte. Allerdings blieb der Aufbau schleppend: 1962 waren es 2500 Sainiks, zu wenig für die zahlreichen Unruhen, die den jungen Staat erschütterten.

### Strategiewandel unter Narayan
Jayaprakash Narayan („JP“) wurde der Nachfolger Vinoiba Bhaves an der Spitze der Shanti Sena. Er war weniger spirituell veranlagt als sein Vorgänger und sah die Shanti Sena mehr praktisch-politisch als gewaltfreie Eingreiftruppe und Alternative zum Militär, das er weltweit abschaffen wollte. Daher kämpfte er auch in der UNO für gewaltlose Friedenseinsätze. Viele Jugendliche kamen jetzt auf ein Jahr in den Sena-Dienst, während es früher doch nur lebenslange Hauptamtliche gegeben hatte. Auch für Frauen war der Dienst möglich geworden. 1975 kam es zum ersten – und einzigen – internationalen Friedenseinsatz der Shanti Sena im Cyprus Resettlement Project auf Zypern. Die Erfahrung daraus wurde nicht positiv gewertet.

### Auseinandersetzung um Strategie und Niedergang
Der erste Führer der Sena, Vinoba, war an der Frage, welche Rolle das Militär in der indischen Gesellschaft spielen sollte, nicht interessiert, da äußere Kriege doch selten seien. Er widmete sich vor allem der Landschenkungsbewegung, die die gewaltigen sozialen Unterschiede in den indischen Dörfern bekämpfen sollte. Viele Sainiks waren vor allem hier im Einsatz. Andere kümmerten sich um die zahlreichen Konflikte in den Gemeinschaften. Doch als chinesische Truppen am 20. November 1962 die indische Grenze überschritten, stand Indien plötzlich in einem unerklärten Krieg. JP wollte sofort Sainiks in Bewegung setzen, um sich gewaltfrei zwischen die Fronten zu stellen, während Vinoba die Position der indischen Regierung teilte: „Wenn Indien eine Armee unterhält, dann muss sie eingesetzt werden, um einen bewaffneten Angriff abzuwehren“. JP kämpfte weiter für eine gewaltfreie Intervention, doch als er Menschen dafür organisiert hatte, war der Krieg vorbei, Indien hatte eine Niederlage erlitten und ein Landstrich im Nordosten von Jammu und Kashmir (Aksai Chin) blieb dauerhaft chinesisch besetzt. Bei den späteren Kriegen Indiens gegen Pakistan kam es zu keiner Intervention der Shanti Sena mehr.
Als die indische Ministerpräsidentin Indira Gandhi 1975 den Ausnahmezustand ausrief, um an der Macht zu bleiben, spaltete sich die gandhianische Bewegung, die traditionell eng mit der Kongresspartei verbunden war – und mit ihr die Shanti Sena. JP widmete den Rest seines Lebens dem Kampf um demokratische Rechte und gegen den Ausnahmezustand und war einer der Gründer der Janata Party, die 1977 auch die Wahl gewann. Andere Mitglieder der Bewegung begaben sich mehr auf spirituellen Weg. Die Sena zerfiel und konnte sich auch nach einem Neubeginn 1985 nicht mehr recht erholen.

## Westliche Adaptionen
Das Konzept der Shanti Sena wurde auch in der deutschen und europäischen Friedensbewegung aufgegriffen, so in Deutschland zum Beispiel durch die von Theodor Ebert initiierte Stuttgarter Gewaltfreie Zivilarmee (GZA). 

„1961 konstituierte sich im Stuttgarter Verband der Kriegsdienstverweigerer eine pazifistische Aktionsgnıppe Gewaltfreie Zivilarmee, die sich mit ähnlichen gewaltfreien Aktionsgruppen in anderen deutschen Städten zu vernetzen suchte. Sie veröffentlichte nach der Programmschrift Die Gewaltfreie Zivilarmee. Stimme der jungen Generation (1962) einen Rundbrief konsequent. Mitteilungen der Aktionsgruppen gewaltfreien Widerstand (1963 bis I964). Diese Aktionsgruppen untersuchten (zunächst noch außerhalb der akademischen Friedensforschung) an Fällen von gewaltlosem Widerstand gegen Besatzungsregime und Staatsstreiche, ob sich demokratische Errungenschaften auch mittels gewaltfreien Widerstands gegen diktatorische oder gar totalitäre Gleichschaltungsversuche behaupten ließen. Die Stuttgarter Aktionsgruppe versuchte vorzuleben, wie ein solches Pendant zu Gandhis Shanti Sena in Deutschland leben und arbeiten könnte.“